# 納爾遜 (新罕布什爾州)
納爾遜（英語：Nelson）是一個位於美國新罕布什爾州切希爾縣的鎮。

## 人口
根據2020年美國人口普查的數據，納爾遜的面積為60.30平方千米，當中陸地面積為56.70平方千米，而水域面積為3.50平方千米。當地共有人口629人，而人口密度為每平方千米10人。